# Stargate Infinity
Stargate Infinity, abreviat deseori SGI sau doar Infinity (franceză Stargate: Le dessin anime) este un serial animat realizat după Stargate SG-1 și a durat un sezon, (26 episoade a 30 minute fiecare), între 2002 și 2003. Mulți fani consideră serialul a fi de calitate scăzută, iar Brad Wright a declarat că nu ar trebui să fie considerat parte a universului Stargate.
În viitorul apropiat, un veteran al programului Stargate, patru cadeți și un străin misterios sunt împiedicați ca să se reîntoarcă pe Pamant de către un trădător. Eroii trebuie să utilizeze rețeaua de porți pentru a găsi un alt mod de a reveni acasă, stând în același timp cu un pas înaintea dușmanilor.